# George Carey, 2. Baron Hunsdon

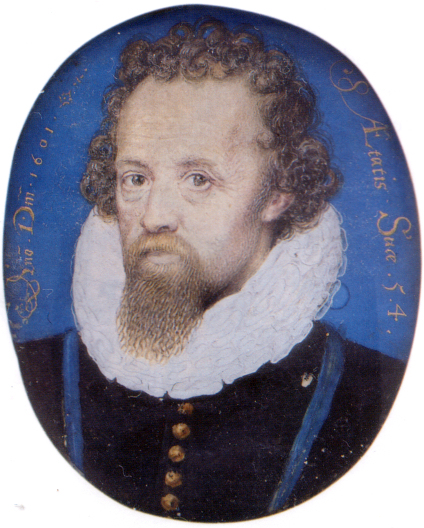
George Carey, 2. Baron Hunsdon, 1601 von Nicholas Hilliard

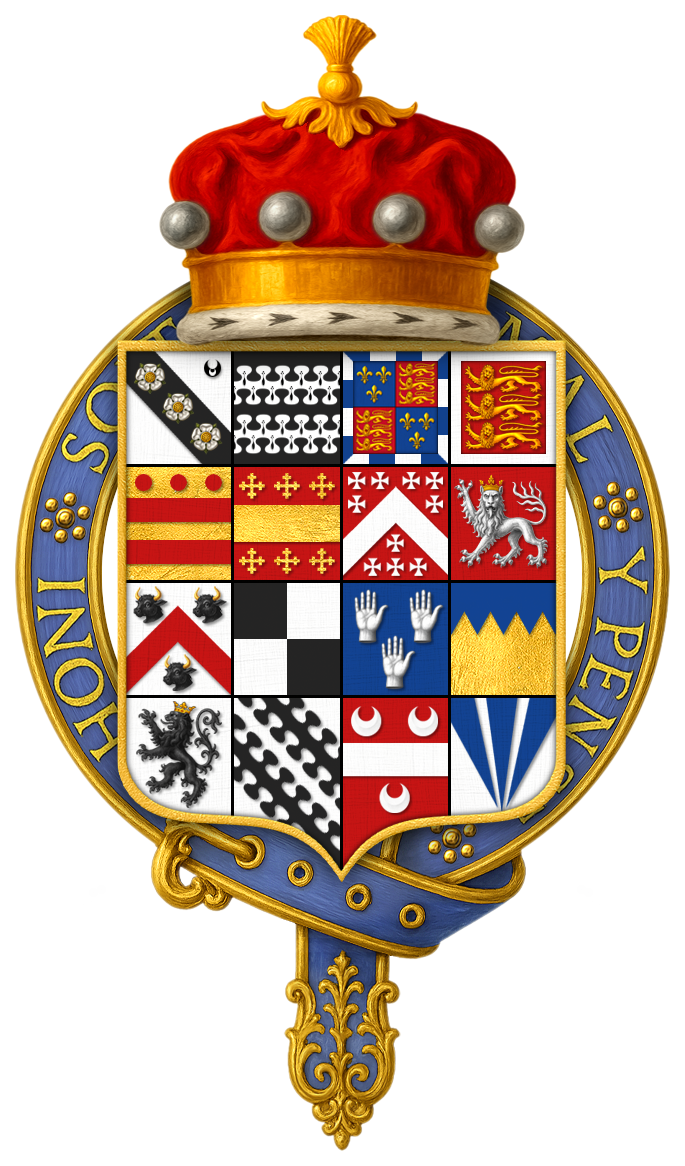
Wappen des George Carey, 2. Baron Hunsdon

George Carey, 2. Baron Hunsdon (* 16. Februar 1548; † 9. September 1603) war ein englischer Adliger, Höfling und Förderer des Theaters.

## Leben
Er war der älteste Sohn von Henry Carey, 1. Baron Hunsdon, aus dessen Ehe mit Ann Morgan. Väterlicherseits war er ein Enkel von Mary Boleyn, der Schwester von Anna Boleyn (Königin Elizabeth I. war damit eine Cousine seines Vaters). Er studierte ab 1560 am Trinity College der Universität Cambridge.
1566 begleitet er den Earl of Bedford auf offizieller Mission nach Schottland zur Taufe von Jakob I. 1569 war er an der Niederschlagung des schottischen Aufstands (Rising of the North) beteiligt und wurde für seine Verdienste am 11. Mai 1570 in Berwick zum Knight Bachelor geschlagen. 1571 war er als Knight of the Shire für Hertfordshire und mehrmals zwischen 1584 und 1593 für Hampshire war er Mitglied des Unterhauses des englischen Parlaments. 1580/81 war er Marshal of the Queen’s Household. Während der Bedrohung durch die spanische Armada verteidigte er die Isle of Wight (ab 1582 war er Knight Marshal und Captain der Isle of Wight und 1585/86 Vizeadmiral der Southampton Fleet). Beim Tod seines Vaters am 23. Juli 1596 erbte er dessen Adelstitel als 2. Baron Hunsdon und wurde 1597, wie schon sein Vater, Lord Chamberlain of the Household. Am 17. April 1597 wurde er auch Mitglied des Privy Council und am 23. April 1597 Knight Companion des Hosenbandordens.
Wie sein Vater war er Patron der Theatergruppe Lord Chamberlain’s Men, für die auch William Shakespeare tätig war.
Er war seit 1574 mit Elizabeth Spencer (1552–1618) verheiratet, die ebenfalls Patronin der Künste war. Sie war entfernt mit Edmund Spenser verwandt, den sie patronierte (ebenso wie John Dowland und Thomas Nashe). Sie selbst übersetzte Petrarca. Mit Elizabeth hatte er eine Tochter, Elizabeth Carey (1576–1635), die Sir Thomas Berkeley (1575–1611), Sohn und Erbe des 7. Baron Berkeley, heiratete.
Er starb an einer Geschlechtskrankheit in Verbindung mit einer gegen diese gerichtete Quecksilberkur und liegt in der Westminster Abbey begraben. Da er keine männlichen Nachkommen hatte, beerbte ihn sein Bruder John als 3. Baron Hunsdon. Seine Witwe heiratete 1612 in zweiter Ehe Ralph Eure, 3. Baron Eure.